# Fascination (programma televisivo)
Fascination è stato un programma televisivo italiano di intrattenimento trasmesso da Rete 4 dal 15 ottobre 1983 al 29 giugno 1984 con la conduzione di Maurizio Costanzo. La trasmissione andava in onda inizialmente il sabato dalle 22.30, poi anticipato al venerdì alle 21.30, dallo studio 1 del Centro Safa Palatino di Roma, con la regia di Piero Turchetti.

## La trasmissione
Si trattava di un varietà della durata di circa un'ora, condotto da Maurizio Costanzo insieme alla sua compagna Simona Izzo, trasmesso da Rete 4, in quella stagione ancora appartenente al gruppo Mondadori; Costanzo era già un volto noto dell'emittente, sulla quale conduceva già da un anno il Maurizio Costanzo Show.
Il programma era composto prevalentemente da interviste confidenziali ad ospiti famosi, accolti dai due conduttori in un salotto giallo e verde. A fare da cornice erano diverse rubriche, come "Baci celebri", un filmato che proponeva i più bei baci cinematografici estratti dall'archivio di film a disposizione della rete, il gioco "Dio li fa e poi li accoppia" condotto da Simona Izzo e basato sui test presenti sui rotocalchi settimanali e le candid camera a tematica sentimentale realizzate da Franco Solfiti. A completare il cast era Peppino Di Capri, che dirigeva la sua band e cantava la sigla di coda del programma, Sera, e come ospite fisso il playboy Gianfranco Piacentini.
Tra gli ospiti celebri della trasmissione spiccarono Ursula Andress (il 26 novembre 1983), Renzo Arbore (24 dicembre 1983), Amii Stewart (24 giugno). La trentaquattresima e ultima puntata, trasmessa il 29 giugno, fu registrata in esterna a Lignano Sabbiadoro.
La trasmissione ha vinto un telegatto nel 1984, tra i "migliori programmi di varietà".

### Puntate speciali
Nonostante sia andato in onda solo per una stagione, il programma ha avuto la possibilità di collezionare numerose puntate speciali; in occasione della Notte degli Oscar 1984, ad esempio, fu proposto uno speciale condotto da Gabriella Carlucci, che ebbe l'occasione di intervistare alcuni protagonisti della serata tra cui Jack Nicholson e Meryl Streep. Nel periodo natalizio fu proposta una puntata speciale condotta da Maurizio Costanzo da New York, mentre un'altra puntata registrata in esterna fu quella realizzata sulla nave da crociera Serena II, nella rotta tra La Spezia e la Corsica, che aveva come ospiti Gino Paoli e i Nuovi Angeli. Dedicata alla musica fu anche una puntata incentrata sul Festival di Sanremo 1984, alla quale presero parte Anna Oxa, Iva Zanicchi, Fiordaliso, Bobby Solo, Marisa Sannia, Riccardo Del Turco e Christian.
Fu inoltre proposto, in una puntata dedicata al lusso, un gioco basato sulla soap opera Dynasty, punta di diamante del palinsesto di Rete 4 di quel periodo.

### Accoglienza
La trasmissione ottenne un buon successo di pubblico, che unito all'ottimo riscontro del Maurizio Costanzo Show, in onda nello stesso periodo, permise a Maurizio Costanzo, al termine della stagione televisiva, di firmare un nuovo contratto con Rete 4 per altri due anni. La mancata conferma della trasmissione per la stagione successiva era dovuta all'intenzione di lasciare posto ad un nuovo programma, dal titolo Vivere!, che tuttavia non fu realizzato in seguito all'acquisizione di Rete 4 da parte del gruppo Fininvest, avvenuta durante l'estate 1984.